# MagicJack
Il magicJack è stata una società calcistica femminile statunitense con sede nella città di Boca Raton, nello stato della Florida. Il club ha partecipato alla Women's Professional Soccer (il maggior livello calcistico statunitense femminile in quel periodo), finché delle cause legali del suo presidente la esclusero dalla WPS (poi divenuta NWSL).

## Storia

### Fondazione
magicJack fu fondata nel 2001 come Washington Freedom, proveniente dalla defunta Women's United Soccer Association (WUSA). I Freedom furono l'unico team a continuare come organizzazione dopo il fallimento della WUSA, giocando diverse amichevoli prima di unirsi alla W-League. Nel 2011 il club fu acquistato da Dan Borislow, proprietario dell'azienda elettronica magickJack, che ricollocò il club a Boca Raton, in Florida.

### Prima stagione
magicJack iniziò la sua prima stagione con 3 vittorie, unica squadra a punteggio pieno alla fine del mese. Nonostante ciò il tecnico Mike Lyons fu licenziato, dando inizio ad un lungo periodo di controversie con il presidente Borislaw e Christie Rampone che si alternarono nel ruolo di allenatore.
Durante il Campionato mondiale femminile di calcio 2011, magicJack perse con il punteggio record di 6-0 contro il Philadelphia Independence.
Il 22 luglio 2011 Abby Wambach fu nominata giocatrice-allenatore del magicJack per il resto della stagione. Il club fu la squadra ospite nel match in cui i Western New York Flash di Rochester (paese natale di Wambach) fecero segnare il maggior numero di spettatori per una partita di WPS, 15.404. Al termine della stagione il club si classificò terzo sia in campionato che nei playoff.

### Battaglia con la lega
Nei mesi successivi Borislow inviò un'e-mail ai suoi giocatori comunicandogli che la WPS minacciava di sospendere la squadra prima del termine della stagione, e che aveva nel frattempo intentato una causa nei tribunali della Florida. La lega negò le sue accuse e vennero fatti degli accordi per escluderlo.
Il 25 ottobre 2011 i governatori della WPL votarono per escludere la squadra, accusando Dan Borislow di violazioni che inclusero il trattamento poco professionale e sprezzante nei confronti dei suoi giocatori ed il mancato pagamento degli stipendi.
Inoltre la WPS dichiarò: "Le azioni di Mr. Borislow sono state calcolate per infangare la reputazione del campionato e danneggiare i rapporti commerciali con la lega". Tutti i giocatori furono liberi di firmare con un nuovo club, quando il provvedimento divenne ufficiale, il 9 novembre 2011.

### Partite amichevoli
Borislow intentò una nuova causa nelle corti della Florida ed il 10 gennaio 2012 il giudice sentenziò che la lega non avrebbe potuto escludere la squadra senza seguire tutte le procedure. L'udienza fu fissata per la settimana successiva.
Prima che il processo poté continuare, Borislow raggiunse un nuovo accordo che gli permise di mantenere la sua squadra in qualità di Exhibition Team, garantendogli almeno sette partite per ciascuno dei due successivi anni, uno in casa di ciascuna delle altre squadre della WPS e due in Florida.
Ciò causò diverse controversie, ed il WPS annunciò il 30 gennaio 2012 che il club era stato sospeso dalla stagione in corso. Il 18 maggio 2012 la lega cessò ufficialmente di esistere. Dan Borislow morì nel 2014.

## Rosa
Rosa nel marzo 2012
| N. |                        | Ruolo | Calciatrice       |
| -- | ---------------------- | ----- | ----------------- |
| 2  | Stati Uniti (bandiera) | D     | Marian Dougherty  |
| 3  | Stati Uniti (bandiera) | D     | Christie Rampone  |
| 5  | Stati Uniti (bandiera) | A     | Lindsay Tarpley   |
| 6  | Giamaica (bandiera)    | C     | Omolyn Davis      |
| 7  | Stati Uniti (bandiera) | C     | Shannon Boxx      |
| 8  | Canada (bandiera)      | C     | Sophie Schmidt    |
| 14 | Stati Uniti (bandiera) | C     | Sarah Huffman     |
| 16 | Stati Uniti (bandiera) | C     | Lydia Vandenbergh |
| 20 | Stati Uniti (bandiera) | A     | Abby Wambach      |
| 21 | Stati Uniti (bandiera) | P     | Jillian Loyden    |